# 拉佩卡區
5°36′40″S 78°26′06″W / 5.61111°S 78.43500°W
拉佩卡區（西班牙語：Distrito de La Peca），是秘魯的一個區，位於該國北部亞馬遜大區的巴瓜省，始建於1861年2月5日，面積291.4平方公里，2005年人口30,883，人口密度每平方公里110人。